# AJC Transatlantic Institute

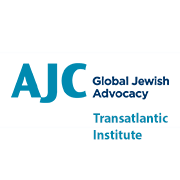
Logo des AJC Transatlantic Institute

Das AJC Transatlantic Institute (deutsch: AJC Transatlantisches Institut) ist das Brüsseler Büro des American Jewish Committee, einer global agierenden Nichtregierungsorganisation. Es wurde im Februar 2004 gegründet, um die Beziehungen zwischen Europa und den USA zu stärken.
Laut eigener Aussage arbeitet der Verein an der Stärkung „transatlantischer Kooperation für globale Sicherheit, Frieden im Nahen Osten und Menschenrechte.“ Es ist Teil des Netzwerkes internationaler Büros des American Jewish Committee, zu denen auch jene in Berlin und Paris zählen. Robert H. Elman ist Vorsitzender vom AJC Transatlantic Institute. 2011 wurde der deutsche Publizist Daniel Schwammenthal zum Direktor ernannt.  Sein Vorgänger war der italienische Politologe Emanuele Ottolenghi, der zwischen 2006 und 2010 das Institut leitete. 

## Direktor
Bevor er 2011 die Leitung des AJC Transatlantic Institute übernahm, war Daniel Schwammenthal sieben Jahre bei der Wall Street Journal Europe in Brüssel und Amsterdam beschäftigt. Dort schrieb über EU-Politik, den Nahost-Konflikt, den Iran, Islamismus and Terrorismus.

## Internationaler Beirat
Dem Internationalen Beirat sitzt Ana Palacio, ehemalige Außenministerin Spaniens, vor. Weitere erwähnenswerte Mitglieder sind der ehemalige stellvertretende US-Außenminister John Negroponte und der deutsche Publizist Josef Joffe.